# Île du Millénaire
Pour les articles homonymes, voir Caroline.
Vous lisez un « bon article » labellisé en 2010.
L’île du Millénaire, en anglais Millenium Island, Caroline Island et Caroline Atoll, anciennement appelée île Caroline, est un atoll inhabité des îles de la Ligne qui appartient à la république des Kiribati. C'est l'île la plus orientale du pays (au-delà du 150e méridien), dans l'océan Pacifique.
Sans doute une des deux îles Infortunées du voyage de Magellan d'après Antonio Pigafetta, redécouverte par les Européens en 1606, elle fut revendiquée par le Royaume-Uni en 1868 et fut intégrée à la république des Kiribati à l'indépendance de l'archipel en 1979.
L'île du Millénaire est restée relativement intacte et, à ce titre, elle est considérée comme l'un des atolls tropicaux les plus primitifs au monde malgré l'exploitation du guano, la culture du coprah et la présence humaine aux XIXe et XXe siècles. Elle abrite l'une des plus grandes populations de crabes de cocotier du Pacifique et constitue un important site de reproduction pour les oiseaux de mer, notamment de la sterne fuligineuse.
L'île a été récemment rebaptisée « île du Millénaire » en raison du réalignement du fuseau horaire plaçant l'île à UTC+14, juste après la ligne de changement de date. C'est donc le premier endroit sur Terre - pôles exceptés - où commence la journée. Des célébrations exceptionnelles s'y sont tenues en présence du président Teburoro Tito pour l'an 2000.

## Toponymie
Lors de sa découverte par l'explorateur portugais Pedro Fernandes de Queirós, l'atoll est initialement nommé San Bernardo par erreur, en raison de ses grandes ressemblances avec une île du même nom découverte lors d'un voyage précédent avec le capitaine Álvaro de Mendaña. L'île San Bernardo est aujourd'hui identifiée sous le nom de Pukapuka dans les îles Cook. Cette dernière avait été nommée ainsi du fait de sa découverte le jour de la Saint Bernard. Munilla, un des membres de l'équipage de De Queirós, avait fait remarquer à son capitaine que l'île qu'ils venaient de découvrir ne correspondait pas à la description qu'il avait faite de Pukapuka. De plus, une partie de l'équipage mettait sérieusement en doute les compétences de leur supérieur, suspectant qu'il avait mal évalué la position réelle du navire. Ainsi, l'atoll fut également nommé Isla del Pescado, en français « Île du Poisson », en raison de ses fonds très poissonneux.
Plus tard, le capitaine William Robert Broughton, à bord du HMS Providence, pensant être le premier à découvrir l'île, la nomme Carolina Island, en français « île Carolina », « en l'honneur de la fille de sir Philip Stephens de l'Amirauté »,. Ce toponyme perdurera pour devenir simplement « Caroline ».
De nombreux autres noms sont attribués à l'île à la même époque par différents navigateurs qui pensaient eux aussi être les premiers à la découvrir : Thornton Island, en français « île Thornton », d'après le capitaine d'un baleinier, Hurst's Island, « île de Hurst », Clark's Island, « île de Clark », Independence Island, « île de l'Indépendance ».
Plus récemment, la ligne de changement de date fut déplacée pour diverses raisons, ce qui fit de cet atoll la première terre à voir le jour se lever, si l'on excepte les pôles. Ce changement ayant eu lieu peu avant le passage au IIIe millénaire, l'atoll fut officiellement rebaptisé « île du Millénaire ».

## Géographie

### Localisation

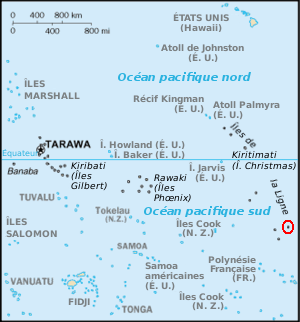
L'île du Millénaire (entourée en rouge) est l'atoll le plus oriental des Kiribati.

L'île du Millénaire se trouve à l'extrême sud-est des îles de la Ligne, un archipel composé d'atolls qui traverse l'équateur, à environ 1 500 km au sud de l'archipel d'Hawaï, dans l'océan Pacifique central. L'île du Millénaire compte parmi les atolls les plus isolés car elle est située à 230 km de l'île de Flint, terre la plus proche, à 1 500 km de l'île Christmas, lieu habité le plus proche, à 4 200 km de Tarawa, la capitale des Kiribati, et à 5 100 km du continent nord-américain.

### Topographie

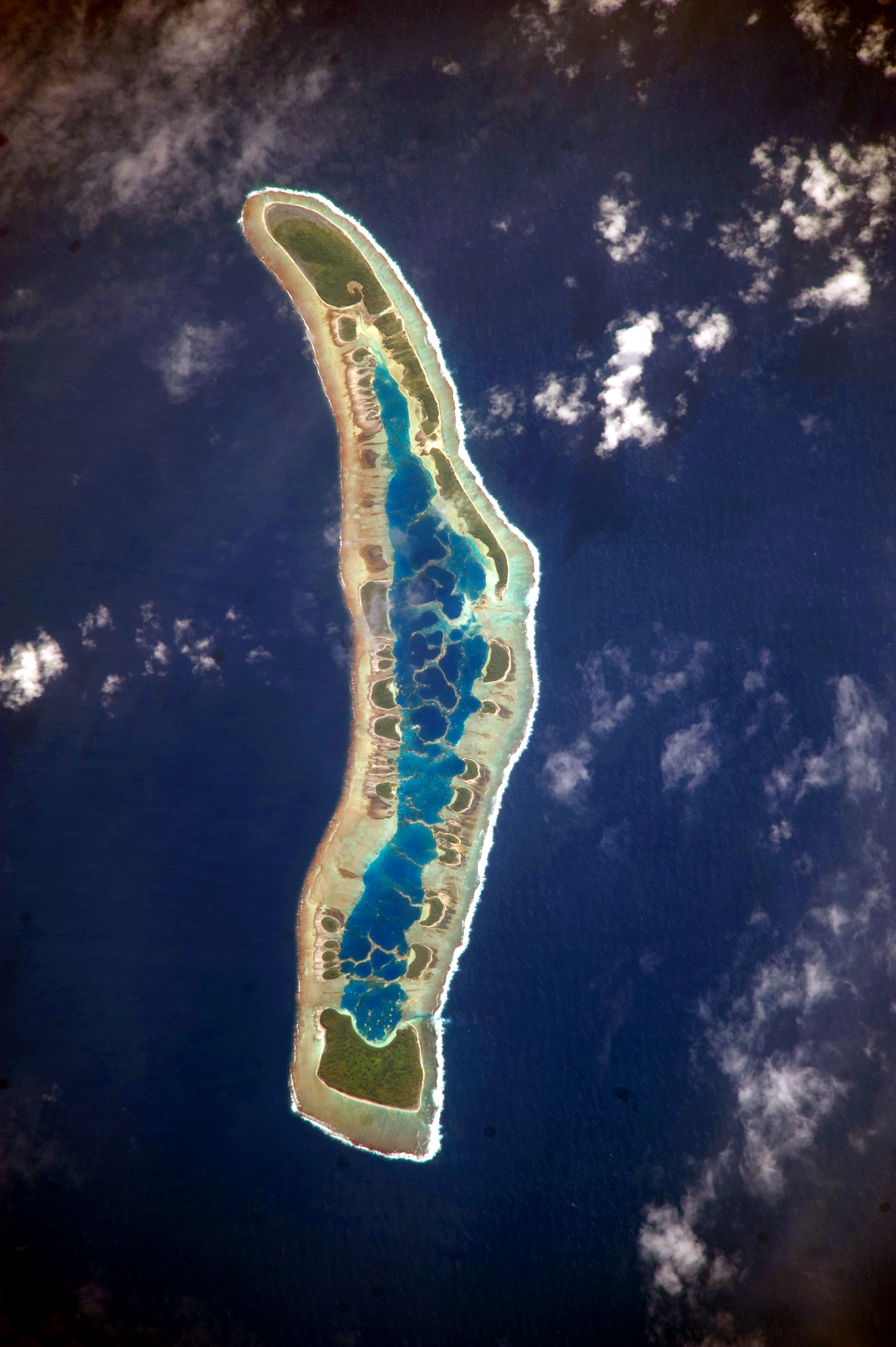
Image satellite de l'île du Millénaire.

L'atoll, de forme légèrement arquée, se compose de 39 îlots entourant un lagon étroit. S'étendant sur 9,2 kilomètres du nord au sud et 1,6 kilomètre d'est en ouest, les îlots s'élèvent à une altitude maximale de seulement six mètres. Ceux-ci, comme pour tous les atolls, partagent une origine géologique commune et se composent de dépôts de sable et de roches calcaires formés sur les récifs coralliens.
Trois grands îlots constituent l'essentiel de la superficie de l'atoll : l'îlot Nake avec 1,04 km2 de superficie au nord, l'îlot Long avec 0,76 km2 de superficie au nord-est et l'îlot Sud avec 1,07 km2 de superficie au sud. Le reste des petits îlots, dont la plupart sont nommés au cours de l'étude écologique de 1988 dirigée par Cameron et Angela Kepler, se divisent en quatre grands groupes : les îlots du Sud de Nake, les îlots Sous-le-Vent du Centre, les îlots Sous-le-Vent du Sud et les îlots au Vent. Les plus petits îlots de l'atoll sont particulièrement éphémères car on a pu remarquer, au cours d'un siècle d'observations, qu'ils apparaissaient ou disparaissaient au gré des tempêtes. De même, les côtes des plus grands îlots ont considérablement changé depuis les premiers relevés,. Cette évolutivité explique certainement les variations dans les mesures de la superficie des terres émergées, allant de 2,27 à 3,8 km2 selon les sources.
Le centre du lagon, de six kilomètres de longueur sur 500 mètres de largeur, est de faible profondeur avec cinq à dix mètres comme valeurs maximales. Il est entrecoupé à plusieurs endroits de quelques affleurements de corail ou de récifs isolés. Le platier s'étend généralement à 500 mètres environ des rives bien que certaines sources décrivent une étendue de plus d'un kilomètre. Dans l'un ou l'autre cas, cela rend le débarquement très difficile, sauf à marée haute pour de petites embarcations. Il n'existe pas de zone de débarquement naturelle, de possibilité d'ancrage, ou de passes suffisamment profondes donnant sur le centre du lagon. L'eau qui se déverse dans le lagon en empruntant plusieurs chenaux étroits à marée haute est ensuite contenue entre les récifs environnants à marée basse. Le lagon alors fermé subit peu d'agitation malgré les marées. La plupart des débarquements se font généralement par une étroite passe dans le récif en face de l'angle Nord-Ouest de l'île Sud.
Il n'y a pas de source d'eau douce sur l'atoll même si les îlots Sud et Nake abritent des aquifères souterrains d'eau douce ou « lentille de Ghyben-Herzberg »,. Des puits ont été construits pour en exploiter l'eau potable pendant les différentes périodes d'occupation humaine. Les sols des îlots sont pauvres : leur composition est dominée par le sable et les débris de corail. La présence de matières organiques concerne uniquement l'intérieur des terres, c'est-à-dire les zones les plus protégées et boisées. Les dépôts de guano enrichissent localement les sols en azote mais même dans les zones les plus riches de l'île, la terre ne dépasse pas quelques centimètres d'épaisseur.

### Climat
Comme le reste des Kiribati, l'île du Millénaire jouit d'un climat tropical, toujours chaud et humide. Les mesures météorologiques sont rares mais les températures varient entre 28 et 32 °C tout au long de l'année. La région connaît des précipitations très variables avec une moyenne de 1 500 millimètres par an. Le marnage est d'environ 50 centimètres et les alizés, provenant généralement du nord-nord-est et du sud-est entre avril et août, peuvent exposer certains secteurs de l'atoll à une mer agitée.

### Géologie
L'île du Millénaire, aujourd'hui entièrement corallienne, s'est développée sur un ancien volcan né d'un point chaud. Une fois éteint, le volcan s'est érodé au point de disparaître sous le corail qui se développe parallèlement en formant un anneau autour du lagon. Ce point chaud serait à l'origine des autres îles et atolls des îles de la Ligne qui sont apparus il y a plus de 40 millions d'années. Se dirigeant vers le nord, la plaque pacifique aurait ensuite changé de direction pour se déplacer vers le nord-ouest et donner naissance à l'archipel des Tuamotu.

### Faune et flore

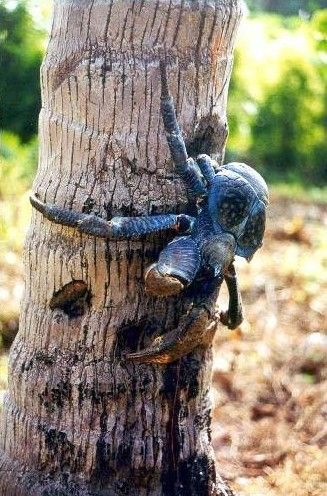
L'île du Millénaire abrite une population de crabes de cocotier.

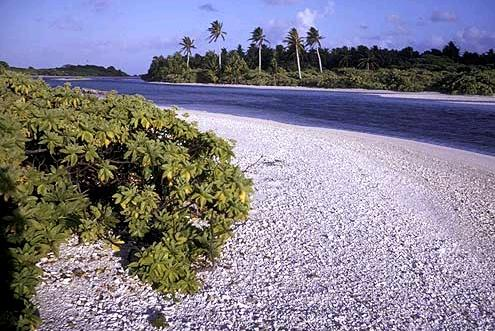
Les nombreux îlots de l'île sont séparés par d'étroits chenaux. On peut voir ici une plage faite de corail et d'arbustes Tournefortia sur l'îlot Long et en arrière-plan une forêt de Pisonia et quelques cocotiers de l'îlot Nake.

Malgré la présence de Polynésiens en transit entre les îles Marquises et l'archipel d'Hawaï durant trois siècles, l'île du Millénaire est considérée comme l'un des derniers atolls primitifs et comme l'un des atolls de l'océan Pacifique les plus préservés,. Malgré les propositions, elle n'a pas été retenue sur la liste du patrimoine mondial de l'Unesco et n'est pas devenue une réserve de biosphère. Des études sur la flore et la faune de l'atoll ont été entreprises à plusieurs reprises au cours de la seconde moitié du XXe siècle : en 1965 dans le cadre du programme du Pacific Ocean Biological Survey, en 1974 par la Line Island Expedition ainsi qu'en 1988 et 1991 par le programme des Nations unies pour l'environnement.
L'île du Millénaire possède une végétation abondante et la plupart des îlots qui la composent possèdent trois zones de végétation concentriques : une zone périphérique composée en grande partie d'héliotropes, une zone centripète d'arbustes, principalement des Tournefortia argentea, et un centre de forêts typiquement composées d'un arbre, le Pisonia grandis. Cette répartition de la végétation est particulièrement marquée sur les plus grands îlots alors que les plus petits possèdent une forêt moins dense voire inexistante. La flore de l'atoll compte aussi des cocotiers sur les îlots de grande taille, des Surianaceae et des Morinda citrifolia.
L'atoll est un important lieu de reproduction pour un certain nombre d'espèces d'oiseaux marins, notamment la sterne fuligineuse avec environ 500 000 individus dont une importante colonie sur les îlots de l'Est, et la frégate du Pacifique avec plus de 10 000 individus. L'île du Millénaire et sa voisine, Flint, accueillent également des populations de crabes de cocotier parmi les plus importantes au monde. On trouve aussi d'autres animaux originaires de l'atoll dont le tridacne géant avec une abondante population dans le lagon, le bernard l'ermite et de nombreuses espèces de lézards.
Certaines espèces menacées y séjournent régulièrement comme la tortue verte qui niche sur les plages malgré le constat d'un récent braconnage. Le courlis d'Alaska (Numenius tahitiensis), un oiseau migrant d'Alaska, est également classé vulnérable.
Des espèces non-autochtones ont également été importées sur l'île. Au niveau de la flore, près d'une vingtaine de variétés ont été introduites sur l'atoll par l'homme comme Ipomoea violacea qui commence à proliférer. L'île semble cependant bien se remettre de ces implantations végétales, les cocotiers par exemple, qui ne sont pas adaptés à la nature de l'île tendent à se raréfier. Des chats et des chiens domestiques, accompagnant le passage des hommes, ont décimé des populations d'oiseaux marins de certains îlots, en particulier celui d'Ana-Ana.

## Administration
L'histoire politique de l'île du Millénaire ne commence que tardivement par rapport à sa découverte puisqu'elle n'est revendiquée pour la première fois qu'en 1868 par le Royaume-Uni, par la voix du capitaine Edward Nares à bord du HMS Reindeer. Par la suite, l'île est intégrée en 1972 à la colonie britannique des îles Gilbert et Ellice, devenue autonome un an auparavant, puis à la République des Kiribati en 1979.
Les Kiribati ne possédant aucune subdivision administrative, l'île du Millénaire, de même que les autres îles et atolls des îles de la Ligne et des îles Phœnix, est gérée directement par le ministère du Développement du groupe de la Ligne et des Phœnix, en anglais Line and Phoenix Group Development Ministry, qui siège à London, sur l'île Christmas.

## Histoire

### Occupation polynésienne
Il n'existe que peu de preuves d'une installation permanente ou de séjour prolongé de Polynésiens bien avant l'arrivée des premiers Européens. On trouve ces traces d'occupation sur les plus grands îlots formant l'île : des gravures et d'autres éléments tels que des pirogues ou des restes d'hypothétiques sépultures furent découverts par les premières expéditions sur l'atoll. Un grand marae, typique de ce que l'on a pu trouver aux Tuamotu, est observable dans l'Ouest de l'îlot Nake. Cependant, il n'a pas été établi de datation précise de ces objets par les archéologues.

### XVIeetXIXesiècles

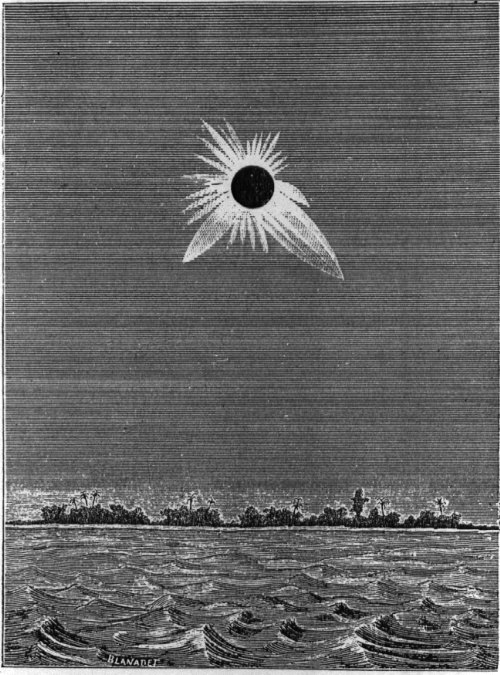
Dessin d'un des membres des expéditions de l'éclipse de Soleil observée sur l'île en 1883.

Tout porte à croire que cet atoll fasse partie des îles Infortunées, les deux seuls atolls aperçus pendant les trois mois et vingt jours de traversée de la mer Pacifique lors de la première circumnavigation par l'équipage de Magellan. Si ce n'est pas Caroline, ce sont les voisines Vostok voire Flint. Antonio Pigafetta la baptise (en italien) "isola de' tiburoni" (ce mot est une transcription de l'espagnol tiburones, donc "île des Requins"). La flotte de Magellan y capture de nombreux requins, constate qu'elle est déshabitée et n'y voit qu'oiseaux et forêts.
La première expédition européenne à faire mention de l'île du Millénaire est celle du Portugais Pedro Fernandes de Queirós, voguant sous pavillon espagnol, qui la (re)découvre le 21 février 1606. Il nomme alors l'atoll San Bernardo. L'embarcation, à court d'eau et de nourriture ne s'attardera pas sur l'île car l'équipage n'y trouve pas de source. La description qu'en fait De Queirós est d'ailleurs très succincte et révélatrice d'un besoin crucial en eau. Néanmoins, les eaux environnantes sont très poissonneuses et permettent un réapprovisionnement de l'expédition. D'où le deuxième nom de l'île : Isla del Pescado, Île du poisson en français.
L'atoll est ensuite « redécouvert » de nombreuses fois du fait de la lenteur dans la transmission des nouvelles cartes maritimes. Ainsi, nombreux sont les navires de passage qui, croyant avoir découvert l'île en premier, lui donnèrent de nouveaux noms. C'est le cas le 16 décembre 1795 pour le capitaine William Robert Broughton à bord du HMS Providence qui lui donne le nom de Carolina Island ou bien en 1821 par le baleinier d'approvisionnement britannique Supply qui le nomme Thornton Island du nom du capitaine du navire. Parmi les autres premières visites qui laissent derrière elles des mentions précises de l'île, on trouve celle de l'USS Dolphin en 1825, notée par le lieutenant Hiram Paulding, et celle d'un baleinier en 1835, notée par Frederick Debell Bennett dans son livre Narrative of a Whaling Voyage Round the Globe from the Year 1833–1836.
En 1846, la société tahitienne Collie et Lucett tente de mettre en valeur l'île du Millénaire, avec l'établissement d'une petite communauté pratiquant l'élevage et la culture du coprah, mais sans grand succès. L'expérience fut un échec financier. 
En 1868, l'atoll est revendiqué par le navire britannique HMS Reindeer qui note la présence de 27 résidents installés sur l'îlot Sud. Cette présence humaine perdure jusqu'en 1904 lorsque les six derniers Polynésiens sont transférés à Niue.
En 1872, l'atoll est loué par le gouvernement britannique à Houlder Brothers qui y exploite les gisements de guano à partir de 1874. En 1881, le bail est repris par le gestionnaire de l'exploitation minière, John T. Arundel qui a donné son nom à l'un des îlots. L'exploitation du guano produit au total environ 10 000 tonnes de phosphate jusqu'à l'épuisement des réserves vers 1895.
En 1883, une expédition d'astronomes américains et français fait le voyage sur l'atoll depuis le Pérou à bord de l'USS Hartford afin d'observer une éclipse solaire totale le 6 mai. L'US Navy en profite pour cartographier l'atoll. Johann Palisa, un membre de l'expédition, découvre dans l'année un astéroïde qu'il nomme Carolina « en souvenir de sa visite sur île »,.

### XXesiècle
Louée à S.R. Maxwell & Company, l'île du Millénaire connaît une nouvelle installation humaine en 1916 pour la production et l'exportation du coprah. Une grande partie de l'île Sud est alors déboisée pour faire place à des cocotiers, espèce inexistante alors. Mais l'entreprise s'endette rapidement et la population de la communauté diminue lentement. En 1926, elle tombe à seulement dix habitants et en 1936, elle ne compte plus que deux familles originaires de Tahiti avant que l'île ne redevienne inhabitée vers la fin des années 1930.
L’île du millénaire reste longtemps inhabitée et sera ainsi préservée, même au cours de la Seconde Guerre mondiale. De souveraineté britannique, elle est administrée par la British Western Pacific High Commission en 1943 dans le cadre de la colonie britannique des îles de la Ligne. En janvier 1972, les îles de la Ligne centrales et méridionales, y compris l'île du Millénaire, sont rattachées à la colonie britannique des îles Gilbert et Ellice, qui gagnent leur autonomie en 1971 dans le cadre de la décolonisation britannique.

#### Statut au sein des Kiribati
En 1979, les îles Gilbert et Ellice constituent, pour leur plus grande part après la sécession des Tuvalu, la nation indépendante des Kiribati. L'île du Millénaire devient alors à partir de cette date le point le plus oriental des Kiribati. L'île constitue une propriété du gouvernement des Kiribati et est administrée directement par le ministère du Développement du groupe de la Ligne et des Phœnix, en anglais Line and Phoenix Group Development Ministry, basé à London sur l'île Christmas. Les États-Unis en revendiquaient la souveraineté en vertu du Guano Islands Act mais ont abandonné leurs prétentions en 1979 par le traité de Tarawa ratifié par le Sénat des États-Unis en 1983.
De 1987 à 1991, l’île est de nouveau habitée, de façon illégale selon les autorités, par Ron Falconer, son épouse et leurs deux enfants qui y développent une communauté autonome. Celui-ci a relaté son expérience dans un livre intitulé Together Alone. Finalement la famille est expulsée à la suite d'un transfert de propriété par le gouvernement qui loue alors cet atoll à Urima Felix, un entrepreneur de Polynésie française qui avait des projets de développement pour l’île dont il ne restera qu’une petite habitation sur un îlot.
L'atoll reçoit aussi parfois la visite de collecteurs de coprah venant de Polynésie dans le cadre des accords signés avec le gouvernement de Kiribati à Tarawa.

#### Réalignement du fuseau horaire

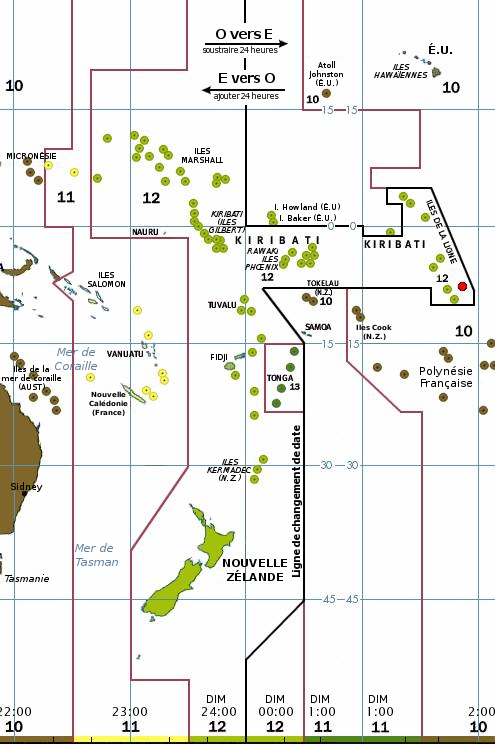
À la suite du réalignement du fuseau horaire de 1995, l'île du Millénaire (point rouge à l'est) est devenue le point le plus oriental à l'ouest de la ligne de changement de date.

Le 23 décembre 1994, les Kiribati annoncent une modification du fuseau horaire des îles de la Ligne qui doit entrer en vigueur le 1er janvier 1995. Cet ajustement a pour effet de déplacer la ligne de changement de date de plus de mille kilomètres en direction de l'est au niveau des Kiribati, plaçant ainsi tout le pays dans le même jour civil alors qu'il se trouvait sur deux jours civils jusqu'alors. Néanmoins, seule la ligne de changement de date est modifiée ce qui a pour effet de conserver le découpage du pays en trois fuseaux horaires : UTC+12 pour les îles Gilbert et Banaba, UTC+13 pour les îles Phœnix et UTC+14 pour les îles de la Ligne dont l'île du Millénaire. Cette initiative fait de l'île du Millénaire à la fois le point terrestre le plus oriental au niveau des zones de temps et le premier point de la Terre en excluant les pôles qui voit le lever du Soleil, en particulier pour le 1er janvier 2000, à 5 h 43 du matin, heure locale.
La raison invoquée pour ce changement a été une promesse électorale de Teburoro Tito, président des Kiribati visant à éliminer la confusion due au fait que le pays était constamment entre deux jours. Les fonctionnaires gilbertins n'étaient d'ailleurs pas réticents à ce changement car ils devenaient alors les propriétaires des terres qui allaient voir pour la première fois le lever du soleil en 2000. Les autres pays de l'océan Pacifique, parmi lesquels les Tonga et les îles Chatham en Nouvelle-Zélande, ont en revanche protesté contre ce déplacement, objectant que cela portait atteinte à leur volonté d'être parmi les premières terres à voir l'aube de l'an 2000.

#### Passage à l'an 2000
En 1999, des célébrations marquant l'arrivée de l'an 2000 ont lieu sur l'île qui est alors officiellement rebaptisée « île du Millénaire ». L'île fut alors le siège de spectacles divers en rapport avec la culture polynésienne, en présence du président Teburoro Tito entouré de nombreux journalistes.

### Risques liés à l'élévation du niveau de la mer
Avec ses 6 mètres d’altitude, l’île du Millénaire risque d’être submergée en cas d’élévation du niveau de la mer à la suite du réchauffement climatique par exemple. Le gouvernement des Kiribati estime que l'atoll pourrait être recouvert par les eaux en 2025 et l'Organisation des Nations unies le classe parmi les terres plus exposées à cette menace. Ce risque est par ailleurs couru par l'ensemble des Kiribati, dont le niveau au-dessus de la mer est un des plus bas au monde.

## Culture populaire
La popularité de cette île tient moins à son caractère isolé et primitif qu’à sa position géographique qui la place comme la première terre à voir le lever du jour. C’est en vertu de ce regain d’intérêt qu’elle a été rebaptisée à l’aube du nouveau millénaire.
Malgré les contraintes liées à son isolement et à son accès difficile, une célébration exceptionnelle s’y est déroulée avec des spectacles d’artistes des Kiribati et sous l’égide du président Teburoro Tito. Pour cette occasion on compta sur l’île plus de 70 chanteurs et danseurs gilbertins ainsi que 25 journalistes. L’accès à l’île se fit depuis Tarawa. On estime que près d'un milliard de téléspectateurs à travers le monde ont suivi la cérémonie retransmise par satellite.
Cependant, l'aubaine que représentait cette position géographique pour le gouvernement des Kiribati fut contestée en raison de l’empressement à réaligner les fuseaux horaires juste avant le passage au IIIe millénaire. Les Tonga et la Nouvelle-Zélande avec les îles Chatham ont été les premiers à déplorer ces arrangements qui les privaient de l’attention médiatique.
En fait, malgré les affirmations des médias et du gouvernement, l’île du Millénaire n’est pas le premier point à voir le soleil se lever. Cette distinction revient au point 66° 03′ S, 135° 53′ E situé entre le glacier de Dibble et la baie Victor, sur la côte de l'Antarctique oriental ; c’est là que le soleil est apparu 35 minutes plus tôt. Comme cet endroit est proche du cercle Antarctique et que la zone au-delà de ce cercle est éclairée en permanence par la lumière du soleil pendant le mois de décembre et donc pour le 1er janvier 2000, la définition exacte du point devient alors une question de distinction entre le coucher et le lever immédiat du soleil en tenant compte des effets de la réfraction atmosphérique.
Par ailleurs, on ne trouve aucune mention de l'île du Millénaire dans des œuvres culturelles, hormis le livre de Ron Falconer. Lors de sa découverte par les Européens, aucune tradition orale à son sujet n'a été signalée parmi les populations des îles voisines. Cela peut s'expliquer par son isolement et son hostilité due au manque d'eau, qui en a éloigné les Polynésiens vivant aux alentours, ou plus simplement par le fait qu'elle est une île parmi tant d'autres, a fortiori peu accessible, qui intéresse plus les scientifiques et les géographes que les artistes ou la population.

## Galerie

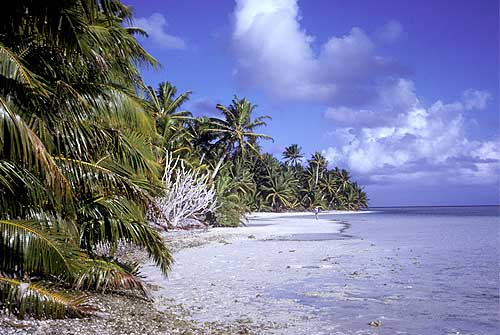
Îlot Sud du côté du lagon
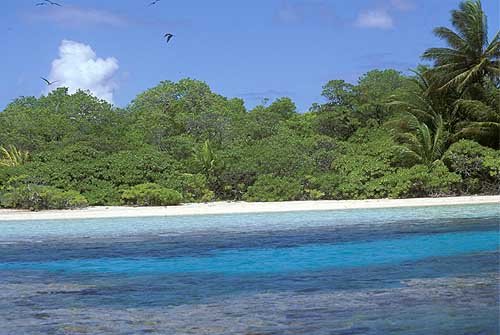
Lagune intérieure de l'île
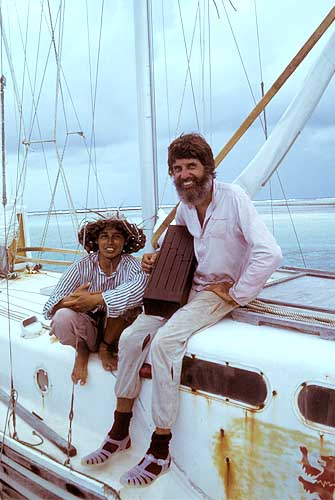
Ron et Anne Falconer, qui vécurent sur l'atoll de 1988 à 1992
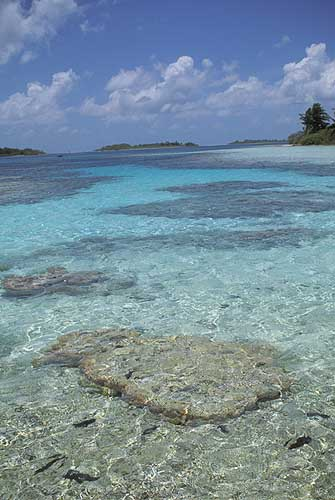
Coraux affleurant dans le lagon
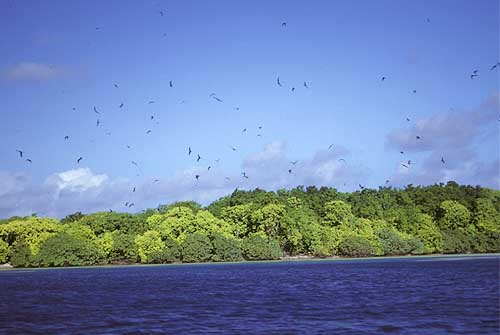
Îlot Brothers
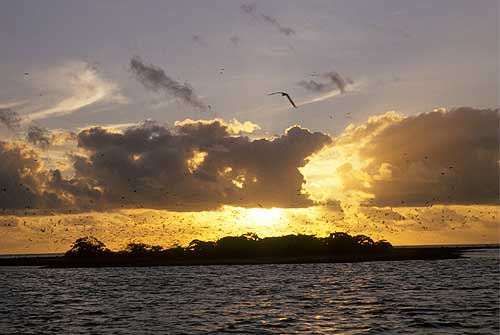
Coucher de soleil sur l'îlot Fishball
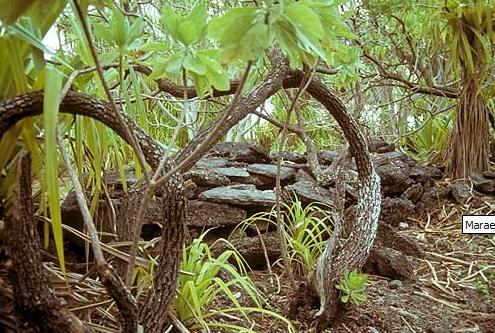
Ancient marae polynésien
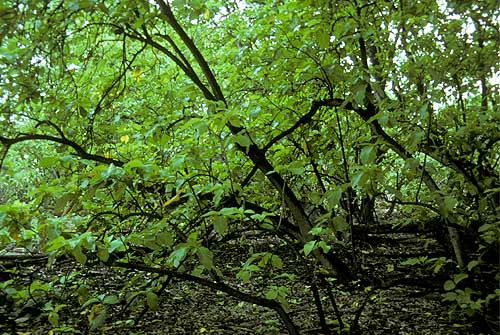
Cordias au Nord de l'îlot Arundel
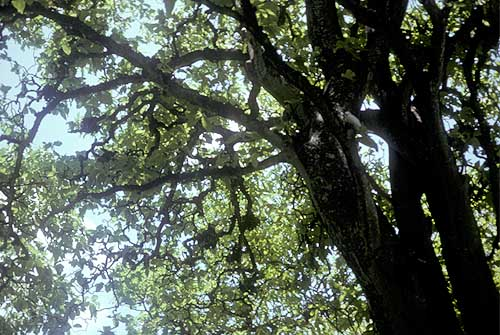
Pisonias
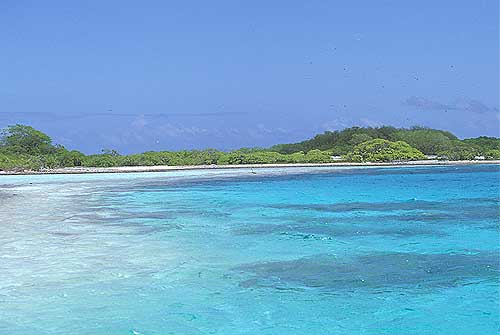
Îlot Shark
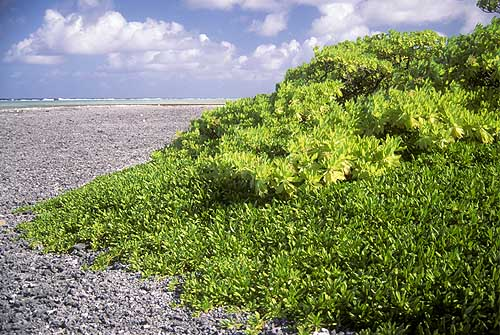
Scaevola sur l'îlot Windward